# Collège universitaire de formation des professeurs de français de Varsovie
Le Collège universitaire de formation des professeurs de français de Varsovie (UKKNJF) de Varsovie (Uniwersyteckie Kolegium Kształcenia Nauczycieli Języka Francuskiego) est un établissement public d'enseignement supérieur professionnalisé créé en 1990 au sein de l'Université de Varsovie, actuellement département du centre de formation des maîtres de langues étrangères et d'éducation européennes (Centrum Kształcenia Nauczycieli Języków Obcych i Edukacji Europejskiej).

## Histoire
Après les changements politiques de 1989, le ministère polonais de l'Éducation nationale a lancé les travaux d'un groupe d'experts chargés de réformer le système de l'enseignement de langues ainsi que de la formation de enseignants de langues étrangères.
Pour combler le manque de professeurs de langues étrangères et assurer une formation de qualité, un nouveau modèle de formation de professeurs de langues étrangères dans le cadre de nouvelles études professionnalisées un réseau de collèges de formation des maîtres de langues étrangères.
Le principe de base du programme consistait à intégrer le programme universitaire à la formation professionnelle : assurer un niveau élevé d'enseignement de matières linguistiques en même temps qu'une bonne maîtrise de matières didactiques. Ce système de formation s'intégrait à la réforme des études supérieures en Pologne ainsi qu'au Processus de Sorbonne-Bologne (ayant comme but la création de l'Espace européen de l'enseignement supérieur).
Une cinquantaine de collèges de formation des maîtres de langues étrangères, dispensant une formation en trois années et formant les professeurs d'anglais, de français et d'allemand, dans le cadre des universités ou bien subordonnés aux autorités éducatives locales.
Le 25 avril 1990, l'Université de Varsovie a créé - au sein de la Faculté de langues vivantes - trois nouvelles  structures : les collèges universitaires de formation des maîtres d'anglais, de français et d'allemand dotés dès novembre 1990 d'un statut autonome.
À compter de 1998, ils sont regroupés au sein du Centre de formation des maîtres de langues étrangères et d'éducation européennes. Depuis 2005-2006 les étudiants ont la possibilité d'acquérir une spécialisation complémentaire donnant le droit d'enseigner deux langues : l'anglais ou l'allemand comme seconde langue s'ajoutant à leur spécialité principale
Madame Janina Zielińska directrice du Collège universitaire de formation des maîtres de langue française, de sa création à la fin de l'année universitaire 2006-2007, a exercé des fonctions éminentes au sein de l'association polonaise des professeurs de français (Prof Europe) et de la Fédération internationale des professeurs de français dont elle a assuré la vice-présidence mondiale.

## Débouchés
Les diplômés, titulaires d'une licence, peuvent être recrutés directement dans l'enseignement scolaire ou poursuivre leurs études de master à l'université.

## Coopération internationale
Les étudiants peuvent effectuer des semestres d'études dans les établissements suivants :

1. Institut universitaire de formation des maîtres, Créteil 

2. Université de Paris-Sorbonne (Paris IV)

3. Universidad de Castilla - La Mancha, Cuenca (Espagne)

4. Arteveldehogeschool, Gand (Belgique, région flamande)

5. Haute École Libre Mosane - HELMo, Liège, (Belgique, région wallonne) (naguère: Institut supérieur d'enseignement libre liégeois)